# Justicia matammensis
Justicia matammensis är en akantusväxtart som beskrevs av Oliver. Justicia matammensis ingår i släktet Justicia och familjen akantusväxter. Inga underarter finns listade i Catalogue of Life.